# باشگاه ورزشی مونوپولی ۱۹۶۶
باشگاه ورزشی مونوپولی ۱۹۶۶ (انگلیسی: SS Monopoli 1966) یک باشگاه فوتبال مستقر در مونوپولی، ایتالیا است که در حال حاضر در سری سی ایتالیا، سومین سطح لیگ فوتبال در این کشور به فعالیت می‌پردازد.
آن‌ها بازی‌های خانگی خود را در ورزشگاه ویتو سیمونه ونیزیانی، مستقر در مونوپولی انجام می‌دهند که به اندازه ۶۸۸۰ صندلی گنجایش پذیرش تماشاگر دارد.

## تاریخچه

### دهه دو هزار
برادران لادیسا عنوان باشگاه ورزشی ویرتوس لوکوروتوندو را تغییر دادند. ابتدا در لیگ‌های رده آماتوری، به عنوان آوداسه کالچیو مونوپولی، سپس به عنوان انجمن ورزشی مونوپولی اس.آر. ال فعالیت می‌کردند که به زودی به سری C2 ارتقا یافتند. در تابستان ۲۰۰۳، مدیریت جدید معرفی شد که تیم را در لیگ اچلنتسا پولیا ۲۰۰۳–۲۰۰۴ ثبت‌نام کرد. برادران لادیسا، کارآفرینان باری و مالکان ویرتوس لوکوروتوندو، محل باشگاه را از شهرک دره ایتریا به شهر آدریاتیک منتقل کردند. لیگ با دربی «اگناتیا» بین باشگاه فوتبال فاسانو و مونوپولی آغاز شد. در پایان فصل، مونوپولی لیگ را در جایگاه پنجم به پایان رساند. سال بعد، مونوپولی قهرمان لیگ شد و ۱۰۲ امتیاز کسب کرد، و بعد از آن‌ها براندیزی با ۹۸ امتیاز قرار گرفت. از لیگ فصل ۲۰۰۷–۲۰۰۶، مونوپولی دوباره در لیگ حرفه‌ای C2 شرکت کرد. در لیگ قبلی، ۲۰۰۶–۲۰۰۵، این تیم به مقام دوم جدول رسید و تنها پشت سر پاگانسه قرار گرفت، اما با پیروزی در پلی‌آف‌های سری دی، به رده لیگ‌های حرفه‌ای ارتقا یافت و در این مسیر به ترتیب تیم‌های باشگاه فوتبال بریندیسی را ۲–۱ و سیبیلا کوماتا را ۱–۰ شکست داد. سپس در تقابل با ویبونزه (۲–۲) متوقف در برابر سامبونیفاچسه (۲–۰) پیروز شدند. در نیمه‌نهایی، ابتدا اورباسانو را ۱–۰ و ۴–۱ و در مجموع دو دیدار رفت و برگشت ۵ بر ۱ شکست دادند و سپس در فینال لانچیانو سلانو را ۵–۲ شکست دادند. پس از نشان دادن تمایل خانواده لادیسا به عدم ایفای نقش در ساختار سازمانی، تیم با خطر عدم ثبت‌نام در لیگ دسته دوم (سری C2) در فصل ۲۰۰۸–۲۰۰۹ مواجه شد. با این حال، پس از علاقمندی شهرداری مونوپولی، شرکت که همچنان تحت مالکیت خانواده لادیسا بود، در لیگ دسته دوم بعدی شرکت کرد. این مسئله در سال ۲۰۱۰ تکرار نشد، زمانی که لادیسا ابتدا به هواداران در مورد ثبت‌نام در لیگ بعدی اطمینان می‌دهند و سپس در آخرین روز ثبت‌نام، به شهر اعلام می‌کنند که تیم را در لیگ ثبت‌نام نخواهند کرد. سرانجام در تابستان ۲۰۱۰، تیم در لیگ پرو ۲ª دیویژن ثبت‌نام نشد. در ۲۱ ژوئیه، فدراسیون فوتبال ایتالیا اعلام کرد که بازیکنان ثبت شده در فهرست مونوپولی، به دلیل عدم ارائه درخواست ثبت‌نام در لیگ آزاد شده‌اند. مدیریت تیم را در لیگ ترزا کتگوریا ثبت‌نام کرده و بازی‌های خانگی را در زمین‌های جایگزین در محله سنت فرانچسکو دا پاولا در مونوپولی برگزار کرد.

### آ.اس. مونوپولی لیبرتی
در تابستان ۲۰۱۰، پس از انتقال باشگاه از باری به مونوپولی، یک باشگاه جدید به نام آ.اس. مونوپولی لیبرتی تأسیس شد.
در فصل ۲۰۱۱–۱۲، تیم از اچلنتسا به سری دی ارتقا یافت.

### مونوپولیس و مونوپولی ۱۹۶۶
در تابستان ۲۰۱۲، باشگاه به باشگاه ورزشی مونوپولیس تغییر نام داد و سپس مجدداً در سال ۲۰۱۴ به باشگاه ورزشی مونوپولی ۱۹۶۶ تغییر نام یافت.
در فصل ۲۰۱۴–۱۵، این تیم قهرمان کوپا ایتالیا سری دی شد و به عنوان فینالیست پلی‌آف ملی سری دی شناخته شد؛ در تابستان ۲۰۱۵، به دلیل درگیری گسترده در تقلب ورزشی چندین تیم آن‌ها محکوم شدند و به تبع آن سقوط کردند و در لیگ پرو پذیرفته شد. از آن زمان، مونوپولی در آن دسته‌ای اکنون به عنوان سری سی شناخته می‌شود، مشغول به فعالیت است.